# Amaritudo ipsa ridicula est
Amaritudo ipsa ridicula est, in lingua italiana  la mordacità per se stessa provoca il riso, è una frase di Quintiliano.
In epoca imperiale, quando ormai vigeva il delitto di lesa maestà, la mordacità era una caratteristica pericolosa per lo scrittore. Da qui l'osservazione di Quintiliano che propone la satira come elemento che suscita l'ilarità. Ridiculus in latino è un termine anceps che ha non solo connotazioni negative ma anche quelle positive di divertente.
Il tema è ripreso da Umberto Eco che, in Il nome della rosa, fa ripetere al vecchio monaco cieco Jorghes de Burgos la regola benedettina: Verba vana aut risui apta non loqui.